# Nati l'8 dicembre
| Questa pagina contiene informazioni ricavate automaticamente dalle voci biografiche con l'ausilio del template Bio e di un bot. L'aggiornamento è periodico e automatico e ricostruisce completamente la pagina. Se manca una persona in questa lista, sei pregato di non aggiungerla, ma accertati piuttosto che la sua voce biografica contenga il template Bio e che i dati anagrafici siano correttamente compilati. Se il template Bio manca, inseriscilo tu stesso o, in alternativa, metti l'avviso {{tmp\|Bio}} che ne segnala la mancanza. Se i dati riportati sono sbagliati, correggi direttamente la voce biografica; le modifiche saranno visibili in questa lista entro pochi giorni. Per chiarimenti vedi il progetto biografie. La lista contiene solo le 1.116 persone che sono citate nell'enciclopedia e per le quali è stato implementato correttamente il template Bio. Pagina aggiornata al 5 ago 2025. |

## I secolo a.C.(1)
- 65 a.C. - Quinto Orazio Flacco, poeta romano († 8 a.C.)

## X secolo(1)
- 903 - Abd al-Rahmān al-Sūfi, astronomo persiano († 986)

## XI secolo(1)
- 1021 - Wang Anshi, politico, economista e funzionario cinese († 1086)

## XIV secolo(1)
- 1393 - Margherita di Borgogna († 1441)

## XV secolo(4)
- 1412 - Astorre II Manfredi, condottiero e politico italiano († 1468)
- 1418 - Jeonghui di Joseon, regina coreana († 1483)
- 1445 - Biagio Milanesi, religioso italiano († 1523)
- 1499 - Sebald Heyden, compositore e cantore tedesco († 1561)

## XVI secolo(10)
- 1506 - Veit Dietrich, teologo tedesco († 1549)
- 1526 - Wang Shizhen, scrittore, critico d'arte e politico cinese († 1590)
- 1540 - Gian Vincenzo Gonzaga, cardinale italiano († 1591)
- 1542 - Maria Stuarda, regina scozzese († 1587)
- 1547 - Emilio Maria Manolesso, letterato italiano
- 1558 - François de La Rochefoucauld, cardinale e vescovo cattolico francese († 1645)
- 1560 - Bernardino Stefonio, gesuita, umanista e drammaturgo italiano († 1620)
- 1571 - Orazio Lancellotti, cardinale italiano († 1620)
- 1573 - Odoardo Farnese, cardinale italiano († 1626)
- 1577 - Mario Minniti, pittore italiano († 1640)

## XVII secolo(17)
- 1607 - Johann Eberhard Nidhard, cardinale e arcivescovo cattolico austriaco († 1681)
- 1608 - Luigi Alessandro Omodei, cardinale italiano († 1685)
- 1618 - Madeleine Béjart, attrice teatrale francese († 1672)
- 1623 - Ernesto d'Assia-Rheinfels, nobile tedesco († 1693)
- 1642 - Nicolas Roland, presbitero francese († 1678)
- 1644 - Maria d'Este, duchessa italiana († 1684)
- 1662 - Francesco Mitta, architetto italiano († 1721)
- 1664 - Nuno da Cunha e Ataíde, cardinale e vescovo cattolico portoghese († 1750)
- 1669 - Jan Pieter van Baurscheit il Vecchio, scultore e architetto tedesco († 1728)
- 1678 - Pedro de Castro, generale spagnolo († 1741)
- 1685 - Giovanni Maria Farina, profumiere italiano († 1766)
- 1685 - Francesco Grassi, archeologo e antiquario italiano († 1762)
- 1687 - Emanuele Tommaso di Savoia-Soissons, nobile († 1729)
- 1688 - Mariano Aristuto, poeta, scenografo e geologo italiano († 1769)
- 1689 - Francesco II Giuseppe di Lorena, nobile e abate tedesco († 1715)
- 1699 - Maria Giuseppa d'Austria, nobile austriaca († 1757)
- 1700 - Jeremias Friedrich Reuß, teologo tedesco († 1777)

## XVIII secolo(40)
- 1704 - Anton de Haen, medico olandese († 1776)
- 1708 - Francesco I di Lorena, imperatore († 1765)
- 1708 - Léopold-Marc de Ligniville, generale francese († 1734)
- 1719 - Andrés Marcos Burriel y López, gesuita, storico e scrittore spagnolo († 1762)
- 1720 - Balaji Bajirao Peshwa, indiano († 1761)
- 1723 - Paul Henri Thiry d'Holbach, filosofo, enciclopedista e traduttore tedesco († 1789)
- 1724 - Claude Balbastre, organista, clavicembalista e compositore francese († 1799)
- 1728 - Johann Georg Ritter von Zimmermann, filosofo, naturalista e medico svizzero († 1795)
- 1730 - Johann Hedwig, botanico tedesco († 1799)
- 1730 - Jan Ingenhousz, botanico olandese († 1799)
- 1731 - Mariano Rossi, pittore italiano († 1807)
- 1741 - Paul Dietrich Giseke, botanico e medico tedesco († 1796)
- 1742 - Jean Mathieu Philibert Sérurier, militare e politico francese († 1819)
- 1744 - Pierre-Joseph Candeille, compositore e cantante lirico francese († 1827)
- 1747 - Johann Christoph Andreas Mayer, anatomista tedesco († 1801)
- 1747 - Clément Joseph Tissot, medico e fisioterapista francese († 1826)
- 1748 - Francesco Mario Pagano, giurista, filosofo e politico italiano († 1799)
- 1750 - Giuseppe Cades, pittore italiano († 1799)
- 1750 - Jean-Gabriel-Taurin Dufresse, vescovo cattolico e santo francese († 1815)
- 1751 - Heinrich Friedrich Füger, pittore tedesco († 1818)
- 1756 - Jacob Georg Christian Adler, orientalista, biblista e numismatico tedesco († 1834)
- 1756 - Massimiliano d'Asburgo-Lorena, nobile († 1801)
- 1756 - François-Antoine de Boissy d'Anglas, politico, rivoluzionario e avvocato francese († 1826)
- 1765 - Friedrich Schlichtegroll, filologo, numismatico e giornalista tedesco († 1822)
- 1765 - Eli Whitney, imprenditore, inventore e ingegnere statunitense († 1825)
- 1767 - Antoine Fabre d'Olivet, scrittore francese († 1825)
- 1767 - Antonio Miglietta, medico e fisiologo italiano († 1826)
- 1769 - Francesco Antonio Lapegna, pittore italiano († 1817)
- 1772 - Joseph Franz Maximilian von Lobkowicz, nobile e mecenate ceco († 1816)
- 1782 - Pavel Alekseevič Golicyn, ufficiale russo († 1848)
- 1785 - Pietro Petrini, fisico e inventore italiano († 1822)
- 1786 - Jean de Charpentier, geologo svizzero († 1855)
- 1788 - Sergej Grigor'evič Volkonskij, generale e rivoluzionario russo († 1865)
- 1789 - József Hild, architetto ungherese († 1867)
- 1792 - Gioacchino Ventura, predicatore, filosofo e teologo italiano († 1861)
- 1794 - Silvestro Centofanti, politico e letterato italiano († 1880)
- 1795 - Peter Andreas Hansen, astronomo danese († 1874)
- 1796 - Paolo Solaroli di Briona, generale, avventuriero e nobile italiano († 1878)
- 1797 - Pietro Mei, artigiano e orologiaio italiano († 1878)
- 1798 - Antoine Laurent Dantan, scultore francese († 1878)

## XIX secolo(189)
- 1802 - Aleksandr Odoevskij, poeta, scrittore e rivoluzionario russo († 1839)
- 1805 - Lorenzo Cobianchi, imprenditore e politico italiano († 1881)
- 1807 - Friedrich Traugott Kützing, farmacista e botanico tedesco († 1893)
- 1808 - Johann Julius Gottfried Ludwig Frank, storico e giurista tedesco († 1841)
- 1809 - James Burke, pugile britannico († 1845)
- 1809 - Carlo Cadorna, politico italiano († 1891)
- 1810 - Tun Ibrahim di Johor, sovrano malese († 1862)
- 1812 - Rocco Camerata Scovazzo, nobile italiano († 1892)
- 1812 - Henry Varnum Poor, avvocato e imprenditore statunitense († 1905)
- 1812 - Maria Teresa Gozzadini, nobile e patriota italiana († 1881)
- 1813 - Adolph Kolping, presbitero tedesco († 1865)
- 1815 - Adolph von Menzel, pittore tedesco († 1905)
- 1816 - Enrico Frati, archivista italiano († 1892)
- 1817 - Christian Emil Krag-Juel-Vind-Frijs, politico danese († 1896)
- 1818 - Carlo III di Monaco, principe († 1889)
- 1818 - György Majláth, nobile e politico ungherese († 1883)
- 1819 - Lodovico Leonardi, vescovo cattolico italiano († 1898)
- 1822 - Jakov Ignjatović, scrittore, giornalista e politico serbo († 1889)
- 1823 - Ján Čipka, avvocato, imprenditore e attivista slovacco († 1902)
- 1824 - Stanislao Lista, scultore italiano († 1908)
- 1825 - Karl von Waldburg-Wurzach, principe tedesco († 1907)
- 1826 - Antonio Antognoli, viaggiatore italiano († 1868)
- 1826 - Corrado Lancia di Brolo, nobile, militare e politico italiano († 1906)
- 1826 - Silvestro Lega, pittore italiano († 1895)
- 1826 - Friedrich Siemens, imprenditore tedesco († 1904)
- 1831 - Fëdor Aleksandrovič Bredichin, astronomo russo († 1904)
- 1831 - John Brett, pittore britannico († 1902)
- 1831 - János Libényi, operaio ungherese († 1853)
- 1832 - Bjørnstjerne Bjørnson, poeta, drammaturgo e scrittore norvegese († 1910)
- 1832 - Giacinto Maria Cormier, religioso francese († 1916)
- 1832 - George Alfred Henty, scrittore britannico († 1902)
- 1833 - Auguste Mercier, generale e politico francese († 1921)
- 1834 - Caroline Stephen, filantropa e scrittrice inglese († 1909)
- 1835 - Carlotta Marchisio, soprano italiano († 1872)
- 1835 - Eugène Spuller, avvocato, scrittore e giornalista francese († 1896)
- 1837 - Louis Ducos du Hauron, fisico, inventore e fotografo francese († 1920)
- 1839 - Annibale Ferrero, matematico italiano († 1902)
- 1840 - Francesco Gondrand, imprenditore italiano († 1926)
- 1840 - Charles George Herbermann, bibliotecario e docente tedesco († 1916)
- 1842 - Alphonse Louis Nicolas Borrelly, astronomo francese († 1926)
- 1842 - Gregor Csiky, drammaturgo e scrittore ungherese († 1891)
- 1842 - Adelaide Tessero, attrice teatrale italiana († 1892)
- 1844 - Charles-Émile Reynaud, inventore, regista e insegnante francese († 1918)
- 1845 - Herbert Giles, orientalista inglese († 1935)
- 1845 - Giuseppe Guzzardi, pittore italiano († 1914)
- 1845 - Thomas Edward Thorpe, chimico britannico († 1925)
- 1847 - Carl Weitbrecht, scrittore e storico della letteratura tedesco († 1904)
- 1849 - Johannes Takanen, scultore finlandese († 1885)
- 1850 - Achille Breda, dermatologo italiano († 1934)
- 1850 - Luigi Nono, pittore italiano († 1918)
- 1851 - Émile Schuffenecker, pittore francese († 1934)
- 1852 - Émile Moreau, commediografo e sceneggiatore francese († 1922)
- 1852 - Ermanno Stradelli, esploratore, geografo e fotografo italiano († 1926)
- 1853 - Maria Latini, modella italiana († 1900)
- 1853 - Carl von Bergen, pittore tedesco († 1933)
- 1854 - Anna Bilińska-Bohdanowicz, pittrice polacca († 1893)
- 1855 - Enrico XXIV di Reuss-Köstritz, compositore tedesco († 1910)
- 1856 - Jean-Claude Combaz, vescovo cattolico e missionario francese († 1926)
- 1856 - Nikolaj Andreevič Malevskij-Malevič, diplomatico russo († 1917)
- 1856 - Henry Mayo, ammiraglio statunitense († 1937)
- 1857 - Lodovico Ceriana Mayneri, diplomatico, agricoltore e politico italiano († 1905)
- 1857 - Giovanni Alberto di Meclemburgo-Schwerin, nobile († 1920)
- 1858 - Jonathan Dwight, ornitologo statunitense († 1929)
- 1859 - Pasquale Gagliardi, arcivescovo cattolico italiano († 1941)
- 1859 - William O'Connell, cardinale e arcivescovo cattolico statunitense († 1944)
- 1861 - William C. Durant, imprenditore statunitense († 1947)
- 1861 - Robert Ford, pistolero statunitense († 1892)
- 1861 - Aristide Maillol, scultore e pittore francese († 1944)
- 1861 - Georges Méliès, regista cinematografico, attore e illusionista francese († 1938)
- 1862 - Concepción Cabrera de Armida, scrittrice e mistica messicana († 1937)
- 1862 - Georges Feydeau, drammaturgo francese († 1921)
- 1863 - Albert Abrams, medico e inventore statunitense († 1924)
- 1863 - Giuseppe Sacheri, pittore italiano († 1950)
- 1864 - Camille Claudel, scultrice francese († 1943)
- 1864 - Anatolij Leonidovič Durov, circense russo († 1916)
- 1864 - William Miller, storico inglese († 1945)
- 1865 - Alfredo Caselli, mecenate italiano († 1921)
- 1865 - Rüdiger von der Goltz, generale tedesco († 1946)
- 1865 - Jacques Hadamard, matematico francese († 1963)
- 1865 - Jean Sibelius, compositore e violinista finlandese († 1957)
- 1866 - Luigi Bongiovanni, generale e politico italiano († 1941)
- 1866 - Vincenzo Tangorra, economista e politico italiano († 1922)
- 1867 - Gemma Ferruggia, scrittrice e drammaturga italiana († 1930)
- 1867 - Hermann Frahm, ingegnere tedesco († 1939)
- 1868 - Giovanni Bognetti, storico e giornalista italiano († 1935)
- 1868 - Leopoldo Cassone, compositore italiano († 1935)
- 1868 - Norman Douglas, scrittore britannico († 1952)
- 1868 - Max Neuburger, medico tedesco († 1955)
- 1868 - Giacomo Setaccioli, compositore italiano († 1925)
- 1869 - René Worms, sociologo francese († 1926)
- 1871 - Thomas Butler, tiratore di fune britannico († 1928)
- 1871 - Edoardo Rubino, scultore e disegnatore italiano († 1954)
- 1872 - William Perry Hay, naturalista statunitense († 1947)
- 1872 - Giuseppe Merosi, progettista e imprenditore italiano († 1956)
- 1873 - Albert Howard, botanico britannico († 1947)
- 1873 - Alberto Pollera, militare e antropologo italiano († 1939)
- 1875 - Yone Noguchi, poeta, scrittore e saggista giapponese († 1947)
- 1875 - Wilfred Hudson Osgood, naturalista e biologo statunitense († 1947)
- 1876 - Hortensia Papadat-Bengescu, scrittrice romena († 1955)
- 1877 - Maria Farneti, soprano italiano († 1955)
- 1877 - Julius Keyl, velocista, ostacolista e ginnasta tedesco († 1959)
- 1877 - Pietro Lissia, magistrato e politico italiano († 1957)
- 1878 - Giovanni Battista Alfano, presbitero, vulcanologo e sismologo italiano († 1955)
- 1878 - Gastone Guerrieri di Mirafiori, imprenditore e politico italiano († 1943)
- 1878 - Walter Heitz, generale tedesco († 1944)
- 1878 - Wallace Worsley, regista e attore statunitense († 1944)
- 1879 - Andrej Dmitrievič Archangel'skij, geologo russo († 1940)
- 1879 - Giuseppe Foti, poeta italiano († 1949)
- 1879 - Bagha Jatin, rivoluzionario indiano († 1915)
- 1879 - Fernando de los Ríos, politico spagnolo († 1949)
- 1879 - Herbert Yost, attore statunitense († 1945)
- 1880 - Johannes Aavik, filologo e linguista estone († 1973)
- 1880 - Horst von Restorff, politico tedesco († 1953)
- 1880 - Clément-Emile Roques, cardinale e arcivescovo cattolico francese († 1964)
- 1880 - Antonio Trua, militare italiano († 1916)
- 1880 - Édouard-Émile Violet, regista, attore e sceneggiatore francese († 1955)
- 1881 - Ernest Beaux, profumiere francese († 1961)
- 1881 - Padraic Colum, poeta, romanziere e drammaturgo irlandese († 1972)
- 1881 - Albert Gleizes, pittore, disegnatore e incisore francese († 1953)
- 1881 - Marcello Piacentini, architetto e urbanista italiano († 1960)
- 1881 - John Ernest Williamson, fotografo, regista e produttore cinematografico britannico († 1966)
- 1882 - León Cortés Castro, politico costaricano († 1946)
- 1882 - Manuel Ponce, compositore messicano († 1948)
- 1883 - Ludwig Berwald, matematico tedesco († 1942)
- 1883 - Corrado Grazzini, esperantista italiano († 1971)
- 1883 - Emilio Sommariva, fotografo e pittore italiano († 1956)
- 1884 - Vittorio D'Alessi, vescovo cattolico italiano († 1949)
- 1884 - Luciano Granzotto Basso, politico italiano († 1967)
- 1884 - Iosif Iacobici, generale rumeno († 1952)
- 1884 - Carl Kempe, tennista svedese († 1967)
- 1884 - Ricardo Margarit, canottiere spagnolo († 1974)
- 1884 - Ester Pastorello, bibliotecaria italiana († 1971)
- 1884 - Orazio Pierozzi, ufficiale e aviatore italiano († 1919)
- 1885 - Mart Kuusik, canottiere estone († 1965)
- 1885 - Wilf Low, calciatore scozzese († 1933)
- 1886 - Phyllis Johnson, pattinatrice artistica su ghiaccio britannica († 1967)
- 1886 - Angus McKinnon, calciatore e allenatore di calcio scozzese († 1968)
- 1886 - Diego Rivera, pittore messicano († 1957)
- 1887 - Giuseppe Oltrasi, compositore, organista e direttore d'orchestra italiano († 1972)
- 1888 - Giuseppe Catalano, botanico italiano († 1981)
- 1888 - Paul Cavanagh, attore britannico († 1964)
- 1888 - Ercole Dogliani, incisore italiano († 1929)
- 1888 - Antonio Tani, arcivescovo cattolico italiano († 1966)
- 1888 - Josef Umbach, calciatore tedesco († 1976)
- 1889 - Hervey Allen, scrittore statunitense († 1949)
- 1889 - Magnus Beck, calciatore danese († 1940)
- 1889 - Garibaldo Fattori, fantino italiano († 1956)
- 1889 - Nikolaj Aleksandrovič Miljutin, politico, architetto e urbanista sovietico († 1942)
- 1890 - Igino Borin, politico italiano († 1954)
- 1890 - Bohuslav Martinů, compositore ceco († 1959)
- 1890 - Nello Niccoli, militare e partigiano italiano († 1977)
- 1890 - Ester Pirami, psichiatra e scrittrice italiana († 1967)
- 1891 - Neva Gerber, attrice statunitense († 1974)
- 1891 - Luigi Grassi, politico italiano († 1970)
- 1891 - John Langenus, arbitro di calcio belga († 1952)
- 1891 - Antonio Priolo, patriota e politico italiano († 1978)
- 1891 - Alexander Wienerberger, ingegnere chimico austriaco († 1955)
- 1892 - Herbert John Louis Hinkler, pioniere dell'aviazione e inventore australiano († 1933)
- 1892 - Carmine Iorio, militare italiano († 1928)
- 1892 - Marcus Lee Hansen, storico statunitense († 1938)
- 1892 - Aleksandr Aleksandrovič Osmёrkin, pittore russo († 1953)
- 1893 - Fernando Altimani, marciatore italiano († 1963)
- 1893 - Earl Moran, illustratore statunitense († 1984)
- 1894 - Florbela Espanca, scrittrice e poetessa portoghese († 1930)
- 1894 - Anton Pointner, attore austriaco († 1949)
- 1894 - E. C. Segar, fumettista statunitense († 1938)
- 1894 - James Thurber, giornalista, fumettista e scrittore statunitense († 1961)
- 1894 - Marthe Vinot, attrice francese († 1974)
- 1895 - Erich Buschenhagen, generale tedesco († 1994)
- 1895 - Mario Saggin, politico e partigiano italiano († 1981)
- 1895 - Conchita Supervía, mezzosoprano spagnolo († 1936)
- 1896 - Bryan Foy, regista e produttore cinematografico statunitense († 1977)
- 1896 - Ulrich Greifelt, generale tedesco († 1949)
- 1896 - Christl Mardayn, soprano e attrice austriaca († 1971)
- 1896 - Ezio Roselli, ginnasta italiano († 1963)
- 1897 - Bruno Frankewitz, generale tedesco († 1982)
- 1897 - Stefano Lenoci, politico italiano († 1977)
- 1897 - José Navarro, cavaliere spagnolo († 1974)
- 1898 - Renato Bartoletti, calciatore italiano
- 1898 - Harold B. Hudson, aviatore canadese († 1982)
- 1898 - Amedeo Sica, politico italiano († 1975)
- 1898 - Raffaele Terranova, politico italiano († 1974)
- 1899 - Fernand Arnout, sollevatore francese († 1974)
- 1899 - Giuseppe Berti, politico, docente e antifascista italiano († 1979)
- 1899 - John Qualen, attore canadese († 1987)
- 1900 - Georg Hornstein, antifascista tedesco († 1942)
- 1900 - Irene Lentz, costumista e attrice statunitense († 1962)
- 1900 - Sun Li-jen, generale cinese († 1990)
- 1900 - Emilio Vidal, calciatore e allenatore di calcio spagnolo († 1968)

## XX secolo(832)
- 1902 - Wifredo Lam, pittore cubano († 1982)
- 1902 - Gustaf Magnusson, militare e aviatore finlandese († 1993)
- 1903 - Aristide Bergamaschi, calciatore italiano
- 1903 - Gaetano De Marzo, calciatore italiano
- 1903 - Karl Gyurkowicz, calciatore svizzero († 1961)
- 1903 - Concetto Lo Presti, politico e antifascista italiano († 1973)
- 1903 - Pieter van Senus, nuotatore e pallanuotista olandese († 1968)
- 1903 - Zoltán Székely, violinista ungherese († 2001)
- 1904 - Wilmer Allison, tennista statunitense († 1977)
- 1904 - Faustina Bellin, religiosa italiana († 1973)
- 1905 - Frank Faylen, attore statunitense († 1985)
- 1905 - Bruno Foà, economista italiano († 1999)
- 1905 - Leni Junker, velocista tedesca († 1997)
- 1905 - Cesco Kostner, sciatore alpino italiano († 2006)
- 1905 - Juan Marrero Pérez, calciatore spagnolo († 1989)
- 1905 - Raúl Silva Castro, giornalista, critico letterario e scrittore cileno († 1970)
- 1906 - Daniel B. Cathcart, scenografo statunitense († 1959)
- 1906 - Edmond Kramer, calciatore svizzero († 1945)
- 1906 - Richard Llewellyn, scrittore britannico († 1983)
- 1906 - Vincenzo Radicioni, vescovo cattolico italiano († 1988)
- 1906 - Leo Shuken, compositore statunitense († 1976)
- 1907 - Laudomia Bonanni, scrittrice italiana († 2002)
- 1907 - George Christopher, politico greco († 2000)
- 1907 - Pentti Tevä, aviatore e militare finlandese († 1940)
- 1908 - Synnøve Anker Aurdal, artista norvegese († 2000)
- 1908 - Ursula Grabley, attrice e doppiatrice tedesca († 1977)
- 1908 - Ion Lăpușneanu, calciatore e allenatore di calcio rumeno († 1994)
- 1908 - Carlo Moretti, ciclista su strada italiano († 1952)
- 1908 - James H. Morrison, politico statunitense († 2000)
- 1908 - Concha Piquer, cantante e attrice spagnola († 1990)
- 1908 - Manuel Urrutia Lleó, politico cubano († 1981)
- 1908 - John A. Volpe, politico statunitense († 1994)
- 1908 - Fiorenzo Zavattaro, hockeista su pista italiano († 1939)
- 1909 - Solomon Linda, musicista, compositore e cantautore sudafricano († 1962)
- 1909 - Eugen Steimle, agente segreto e militare tedesco († 1987)
- 1910 - Mario Amendola, commediografo, sceneggiatore e regista italiano († 1993)
- 1910 - Barthélemy Boganda, politico e presbitero centrafricano († 1959)
- 1910 - Katalin Karády, attrice e cantante ungherese († 1990)
- 1911 - Amerigo Clocchiatti, partigiano, politico e sindacalista italiano († 1992)
- 1911 - Lee J. Cobb, attore statunitense († 1976)
- 1911 - Sauveur Ducazeaux, ciclista su strada e dirigente sportivo francese († 1987)
- 1911 - Nikos Gatsos, poeta, traduttore e paroliere greco († 1992)
- 1911 - Alfrēds Krauklis, cestista e allenatore di pallacanestro lettone († 1991)
- 1911 - Federico Landi, calciatore italiano
- 1911 - Harald Pettersen, calciatore norvegese († 1978)
- 1912 - Giovanni Calendoli, critico teatrale, saggista e politico italiano († 1995)
- 1912 - Nariz, calciatore brasiliano († 1984)
- 1912 - Jura Soyfer, poeta e drammaturgo austriaco († 1939)
- 1913 - Silvio Bandini, calciatore italiano († 2000)
- 1913 - Jean-François Van Der Motte, ciclista su strada belga († 2007)
- 1913 - Jean-Marie Robain, attore francese († 2004)
- 1913 - Delmore Schwartz, scrittore statunitense († 1966)
- 1914 - Nino D'Aurelio, tenore italiano († 1958)
- 1914 - Corbett Davis, giocatore di football americano statunitense († 1968)
- 1914 - Adolf Diekmann, militare e criminale di guerra tedesco († 1944)
- 1914 - Friedrich Entress, medico tedesco († 1947)
- 1914 - Aldo Forzinetti, aviatore e militare italiano († 1941)
- 1914 - Marcello La Greca, entomologo italiano († 2001)
- 1914 - Alberto Mondadori, editore, giornalista e scrittore italiano († 1976)
- 1914 - Čėslaŭ Sipovič, vescovo cattolico bielorusso († 1981)
- 1915 - Danilo Belardinelli, violinista e direttore d'orchestra italiano († 1998)
- 1915 - Giuseppe Bovini, archeologo italiano († 1975)
- 1915 - Ernest Lehman, sceneggiatore, produttore cinematografico e regista statunitense († 2005)
- 1915 - Johnny Lockett, pilota motociclistico britannico († 2004)
- 1916 - Richard Fleischer, regista, sceneggiatore e produttore cinematografico statunitense († 2006)
- 1916 - Arduino Maiuri, sceneggiatore e scrittore italiano († 1984)
- 1917 - George Espeut, sollevatore giamaicano († 1991)
- 1917 - Adolf Peichl, militare austriaco († 1969)
- 1917 - Joachim Wichmann, attore e doppiatore tedesco († 2002)
- 1918 - Italia Lucchini, velocista italiana († 1998)
- 1918 - Vittorio Magni, ciclista su strada italiano († 2010)
- 1918 - Gérard Souzay, baritono francese († 2004)
- 1919 - Walter Fontana, politico e mecenate italiano († 1992)
- 1919 - Julia Robinson, matematica statunitense († 1985)
- 1919 - Maria Jermanis, cestista italiana († 2011)
- 1919 - Kateryna Juščenko, matematica e informatica ucraina († 2001)
- 1919 - Carlo Sgobbi, calciatore italiano
- 1920 - McDonald Bailey, velocista britannico († 2013)
- 1920 - Vincenzo Carollo, politico italiano († 2013)
- 1920 - Felice Como, calciatore italiano
- 1920 - Roberta di Camerino, stilista italiana († 2010)
- 1920 - Théophile Huyge, sollevatore belga
- 1920 - Angelo Monassi, ammiraglio italiano († 2000)
- 1920 - Bruno Morassutti, architetto italiano († 2008)
- 1920 - Gino Penno, tenore italiano († 1998)
- 1921 - Abdulkader al-Badri, politico libico († 2003)
- 1921 - Martino Bardotti, politico italiano († 2012)
- 1921 - Paul Carpenter, attore e cantante canadese († 1964)
- 1921 - Jakov Punkin, lottatore sovietico († 1994)
- 1921 - Leonardo Severini, attore e doppiatore italiano († 1976)
- 1921 - Valeria Valeri, attrice e doppiatrice italiana († 2019)
- 1922 - Cesare Emiliani, geologo italiano († 1995)
- 1922 - Marius Eriksen, aviatore, sciatore alpino e allenatore di sci alpino norvegese († 2009)
- 1922 - Lucian Freud, pittore tedesco († 2011)
- 1922 - Fausta Giani Cecchini, politica italiana († 2004)
- 1922 - Amleto Monsellato, politico italiano († 1999)
- 1922 - Jean Porter, attrice statunitense († 2018)
- 1922 - Jean Ritchie, cantautrice statunitense († 2015)
- 1923 - Émile Kets, cestista belga († 2012)
- 1923 - Dewey Martin, attore statunitense († 2018)
- 1923 - Maria Perego, autrice televisiva italiana († 2019)
- 1923 - Antonio Sanfilippo, pittore italiano († 1980)
- 1923 - Pio Taofinu'u, cardinale e arcivescovo cattolico samoano († 2006)
- 1923 - Manuel Vieira Pinto, arcivescovo cattolico portoghese († 2020)
- 1923 - Emilio Violanti, giornalista e saggista italiano († 1968)
- 1924 - Lucio Colletti, filosofo e politico italiano († 2001)
- 1924 - Settimio Ferrazzetta, vescovo cattolico e missionario italiano († 1999)
- 1924 - Ray Gill, calciatore inglese († 2001)
- 1924 - István Hasznos, pallanuotista ungherese († 1998)
- 1924 - Gianni Mantesi, attore e doppiatore italiano († 2014)
- 1924 - Irina Ivanovna Poplavskaja, regista sovietico († 2012)
- 1925 - Don Marino Barreto Junior, cantautore e contrabbassista cubano († 1971)
- 1925 - Carmen Martín Gaite, scrittrice, poetessa e traduttrice spagnola († 2000)
- 1925 - Anne-Marie Colchen, altista e cestista francese († 2017)
- 1925 - Sammy Davis Jr., cantante, ballerino e attore statunitense († 1990)
- 1925 - Bruno De Marchi, arbitro di calcio italiano († 2007)
- 1925 - Arnaldo Forlani, politico italiano († 2023)
- 1925 - Nasir Kazmi, poeta pakistano († 1972)
- 1925 - Benito Meroni, ex calciatore italiano
- 1925 - Jimmy Smith, organista statunitense († 2005)
- 1926 - Azar Andami, medico iraniana († 1984)
- 1926 - Manuel Araneta, cestista filippino († 2003)
- 1926 - Ornella Buttini, ex cestista italiana
- 1926 - Joachim Fest, storico, giornalista e saggista tedesco († 2006)
- 1926 - Stevo Žigon, attore e regista jugoslavo († 2005)
- 1927 - Niklas Luhmann, sociologo e filosofo tedesco († 1998)
- 1927 - Mario Rossello, ceramista, pittore e scultore italiano († 2000)
- 1927 - Vladimir Aleksandrovič Šatalov, cosmonauta sovietico († 2021)
- 1927 - Jone Spartano, ex calciatore e allenatore di calcio italiano
- 1927 - Frank Tripucka, giocatore di football americano statunitense († 2013)
- 1928 - Jean François-Poncet, politico francese († 2012)
- 1928 - Joachim Gnilka, teologo e biblista tedesco († 2018)
- 1928 - Lev Mantula, allenatore di calcio e calciatore jugoslavo († 2008)
- 1928 - Ulric Neisser, psicologo tedesco († 2012)
- 1928 - Lars-Erik Wolfbrandt, velocista e mezzofondista svedese († 1991)
- 1928 - Lino Zecchini, ex sciatore alpino italiano
- 1929 - John Anderson, calciatore scozzese († 2001)
- 1929 - Ernesto Horacio Crespo, generale argentino († 2019)
- 1929 - Sandro Lodolo, regista, sceneggiatore e autore televisivo italiano († 2009)
- 1929 - Goffredo Parise, scrittore, giornalista e sceneggiatore italiano († 1986)
- 1929 - Arnulf Rainer, performance artist, fotografo e pittore austriaco
- 1929 - Klara Michajlovna Rumjanova, attrice sovietica († 2004)
- 1929 - Vang Pao, generale e guerrigliero laotiano († 2011)
- 1929 - Gérard de Villiers, scrittore e giornalista francese († 2013)
- 1929 - Roberto Vivarelli, storico italiano († 2014)
- 1930 - Ludvig Dornig, sciatore alpino sloveno († 1996)
- 1930 - Raoul Gatto, fisico italiano († 2017)
- 1930 - Michael Kahn, montatore statunitense
- 1930 - Sherwin B. Nuland, chirurgo e scrittore statunitense († 2014)
- 1930 - Maximilian Schell, attore e regista austriaco († 2014)
- 1931 - Bob Arum, avvocato e imprenditore statunitense
- 1931 - Abdel Aziz El-Shafei, ex nuotatore e pallanuotista egiziano
- 1931 - Marian Jankowski, sollevatore polacco († 2017)
- 1931 - Flora Mariel, attrice italiana
- 1931 - Peter Nobel, giurista e avvocato svedese
- 1931 - Elserino Piol, dirigente d'azienda italiano († 2023)
- 1932 - Alfio Angioli, rugbista a 15 italiano († 2022)
- 1932 - Charly Gaul, ciclista su strada e ciclocrossista lussemburghese († 2005)
- 1932 - Norman Lake, ex pallanuotista statunitense
- 1932 - Claus Luthe, designer tedesco († 2008)
- 1932 - Lorenzo Olarte, politico, banchiere e dirigente d'azienda spagnolo († 2024)
- 1932 - Raffaele Russo, politico e avvocato italiano († 2024)
- 1932 - Giovanni Saracco, politico e urbanista italiano († 2020)
- 1932 - Eusébio Oscar Scheid, cardinale e arcivescovo cattolico brasiliano († 2021)
- 1932 - Moa Tahi, attrice e modella statunitense († 2023)
- 1933 - Leroy Aarons, giornalista, editore e drammaturgo statunitense († 2004)
- 1933 - Peter Carter, regista canadese († 1982)
- 1933 - Luciano Domenico, partigiano italiano († 1945)
- 1933 - Rita Giannuzzi, attrice italiana († 2019)
- 1933 - Johnny Green, cestista statunitense († 2023)
- 1933 - Andrea Manzella, costituzionalista e politico italiano
- 1933 - Enea Masiero, calciatore e allenatore di calcio italiano († 2009)
- 1933 - Ana Ofelia Murguía, attrice messicana († 2023)
- 1934 - Alisa Brunovna Frejndlich, attrice sovietica
- 1934 - Michel Kayoya, presbitero, poeta e filosofo burundese († 1972)
- 1934 - Eloy Gutiérrez Menoyo, rivoluzionario e guerrigliero spagnolo († 2012)
- 1934 - Enzo Ragazzini, fotografo italiano
- 1934 - Jacques Sadoul, scrittore e curatore editoriale francese († 2013)
- 1935 - Alaíde Costa, cantante e cantautrice brasiliana
- 1935 - Günter Hirschmann, calciatore tedesco orientale († 2023)
- 1935 - Nicola Saponaro, drammaturgo italiano († 2015)
- 1935 - Vitalij Sorokin, nuotatore sovietico († 1995)
- 1935 - Hans-Jürgen Syberberg, regista teatrale, regista cinematografico e sceneggiatore tedesco
- 1935 - Tat'jana Zatulovskaja, scacchista israeliana († 2017)
- 1936 - Michael Amaladoss, teologo e presbitero indiano
- 1936 - Ralph Brand, ex calciatore e allenatore di calcio scozzese
- 1936 - Franca Capetta, arciera italiana († 2023)
- 1936 - David Carradine, attore e artista marziale statunitense († 2009)
- 1936 - Gordon Coppuck, ingegnere britannico
- 1936 - Juan Ricardo Faccio, calciatore, allenatore di calcio e giornalista uruguaiano († 2024)
- 1936 - Bruno Longhi, clarinettista e sassofonista italiano († 2020)
- 1936 - Enzo Petrino, politico italiano
- 1936 - Guido Maria Rey, economista italiano
- 1936 - Juan Santisteban, ex calciatore e allenatore di calcio spagnolo
- 1937 - Claudio Azzali, ex calciatore e allenatore di calcio italiano
- 1937 - Giorgio Benvenuto, sindacalista, giornalista e politico italiano
- 1937 - Julian Curry, attore britannico († 2020)
- 1937 - Oscar Ferreyra, ex calciatore argentino
- 1937 - James MacArthur, attore statunitense († 2010)
- 1937 - Mario Meggiorini, calciatore italiano († 1985)
- 1937 - Armindo Antônio Ranzolin, giornalista brasiliano († 2022)
- 1937 - Nelsinho Rosa, calciatore e allenatore di calcio brasiliano († 2023)
- 1938 - Fortunato Aloi, politico italiano
- 1938 - Jean-Paul Goude, illustratore e regista francese
- 1938 - John Kufuor, politico ghanese
- 1938 - Namkhai Norbu, personalità religiosa tibetano († 2018)
- 1938 - Graziella Tossi, politica italiana († 2025)
- 1939 - Zvezdan Čebinac, allenatore di calcio e calciatore jugoslavo († 2012)
- 1939 - Graciela Daniele, coreografa, regista teatrale e ballerina argentina
- 1939 - James Galway, flautista irlandese
- 1939 - Furio Gubetti, politico italiano
- 1939 - Fahrudin Jusufi, calciatore e allenatore di calcio jugoslavo († 2019)
- 1939 - Dariush Mehrjui, regista, sceneggiatore e produttore cinematografico iraniano († 2023)
- 1939 - Lidia Pera, annunciatrice televisiva e scultrice italiana († 2024)
- 1939 - Lucio Soravito De Franceschi, vescovo cattolico italiano († 2019)
- 1939 - Jurij Šikunov, calciatore e allenatore di calcio sovietico († 2021)
- 1940 - Isabella Biagini, attrice cinematografica, showgirl e imitatrice italiana († 2018)
- 1940 - Dudley W. Buffa, avvocato e scrittore statunitense
- 1940 - Luigi Mascalaito, allenatore di calcio e ex calciatore italiano
- 1941 - Viktor Aničkin, calciatore sovietico († 1975)
- 1941 - Bob Brown, giocatore di football americano statunitense († 2023)
- 1941 - Innocenzo Cipolletta, economista e dirigente d'azienda italiano
- 1941 - Ángel García Lucas, ex cestista portoricano
- 1941 - Geoff Hurst, ex calciatore e allenatore di calcio britannico
- 1941 - Valentin-Yves Mudimbe, poeta, scrittore e filosofo della Repubblica Democratica del Congo († 2025)
- 1941 - Günter Pröpper, ex calciatore tedesco
- 1941 - Karlo Stipanić, ex pallanuotista jugoslavo
- 1942 - Toots Hibbert, cantautore e chitarrista giamaicano († 2020)
- 1942 - Bob Love, cestista statunitense († 2024)
- 1942 - Judith McHale, nuotatrice canadese († 1995)
- 1942 - Bill Polian, dirigente sportivo statunitense
- 1942 - Mario Savio, attivista statunitense († 1996)
- 1942 - Richard Sutch, economista e storico statunitense († 2019)
- 1942 - Alan Tyrer, calciatore inglese († 2008)
- 1943 - Paolo Cammarosano, storico italiano
- 1943 - Ramón Grosso, calciatore spagnolo († 2002)
- 1943 - Jim Morrison, cantautore e poeta statunitense († 1971)
- 1943 - Nélio dos Santos Pereira, ex calciatore brasiliano
- 1943 - James Tate, poeta statunitense († 2015)
- 1943 - Bodo Tümmler, ex mezzofondista tedesco
- 1943 - Mary Woronov, attrice, scrittrice e artista statunitense
- 1944 - George Baker, cantautore olandese
- 1944 - Horst Enzensberger, storico, diplomatista e medievista tedesco
- 1944 - Bertie Higgins, cantautore statunitense
- 1944 - Ted Irvine, ex hockeista su ghiaccio canadese
- 1944 - Malik Jabir, allenatore di calcio e ex calciatore ghanese
- 1944 - Renato Laghi, ex ciclista su strada italiano
- 1944 - Omar Pkhak'adze, pistard sovietico († 1993)
- 1944 - Pietro Squeglia, politico italiano
- 1945 - John Banville, romanziere e giornalista irlandese
- 1945 - Mario Giubertoni, ex calciatore italiano
- 1945 - Alejandro Guzmán, ex cestista messicano
- 1945 - Julie Heldman, ex tennista statunitense
- 1945 - Nasser Khalili, collezionista d'arte, filantropo e imprenditore iraniano
- 1945 - Maryla Rodowicz, cantante, chitarrista e attrice polacca
- 1945 - Mary Stewart, ex nuotatrice canadese
- 1946 - Frank D'Arcy, calciatore inglese († 2024)
- 1946 - Marian Ostafiński, ex calciatore polacco
- 1946 - Frank Pesce, attore statunitense († 2022)
- 1946 - John Rubinstein, attore statunitense
- 1946 - Sharmila Tagore, attrice indiana
- 1946 - Emmerich Tarabocchia, calciatore e allenatore di calcio italiano († 2022)
- 1946 - John B. Taylor, economista statunitense
- 1946 - Jack Whitham, allenatore di calcio e ex calciatore inglese
- 1947 - Chava Alberstein, cantautrice polacca
- 1947 - Gregg Allman, cantante, tastierista e chitarrista statunitense († 2017)
- 1947 - Gérard Blanc, cantautore e compositore francese († 2009)
- 1947 - Thomas Cech, biochimico statunitense
- 1947 - William Dunham, matematico statunitense
- 1947 - Francesco Ereddia, storico italiano
- 1947 - Mario Fiandri, vescovo cattolico italiano
- 1947 - Margaret Geller, astrofisica statunitense
- 1947 - Ron Hansen, scrittore statunitense
- 1947 - Francis Huster, attore, sceneggiatore e regista francese
- 1947 - Jimmy Lai, imprenditore, editore e attivista hongkonghese
- 1947 - Angela Leal, attrice e direttrice teatrale brasiliana
- 1947 - Memè Perlini, attore e regista italiano († 2017)
- 1947 - Et'hem Ruka, biologo e politico albanese
- 1947 - Roger Saint-Vil, calciatore haitiano († 2020)
- 1947 - David Schmoeller, regista, sceneggiatore e produttore cinematografico statunitense
- 1948 - Marijan Bradvić, calciatore jugoslavo († 2019)
- 1948 - Luis Caffarelli, matematico argentino
- 1948 - Giovanni Battista Coletti, ex schermidore italiano
- 1948 - Ken Durrett, cestista statunitense († 2001)
- 1948 - Sergio Frau, giornalista italiano
- 1948 - Bruce Kelly, architetto del paesaggio statunitense († 1993)
- 1948 - Benny Morris, storico e giornalista israeliano
- 1948 - Mick Paynter, funzionario, sindacalista e scrittore britannico
- 1949 - Antonio Biosca, ex calciatore spagnolo
- 1949 - Mario Castellana, filosofo e docente italiano
- 1949 - Mary Gordon, scrittrice statunitense
- 1949 - Daniela Maccelli, ginnasta italiana († 2022)
- 1949 - Cameron Mason, ballerino, cantante e attore statunitense
- 1949 - Nancy Meyers, regista, produttrice cinematografica e sceneggiatrice statunitense
- 1949 - Stefano Preda, economista e dirigente d'azienda italiano
- 1949 - Ray Shulman, bassista, produttore discografico e compositore britannico († 2023)
- 1949 - Robert Sternberg, psicologo statunitense
- 1949 - Wainer Vaccari, pittore, scultore e illustratore italiano
- 1949 - Pete Vipond, ex hockeista su ghiaccio canadese
- 1950 - Rick Baker, truccatore e effettista statunitense
- 1950 - David Cross, ex calciatore inglese
- 1950 - Iren Gal, ex cestista jugoslava
- 1950 - Dan Hartman, cantautore e produttore discografico statunitense († 1994)
- 1950 - Ian Holmes, calciatore inglese
- 1950 - Antonio Manganelli, poliziotto, prefetto e dirigente pubblico italiano († 2013)
- 1950 - Vittorio Marchis, ingegnere e storico italiano
- 1950 - Mario Trapassi, carabiniere italiano († 1983)
- 1951 - Bill Bryson, giornalista e scrittore statunitense
- 1951 - Jan Eggum, cantante norvegese
- 1951 - Lindsay Hairston, ex cestista statunitense
- 1951 - Knut Hjeltnes, discobolo e pesista norvegese († 2024)
- 1951 - Mick Lyons, allenatore di calcio e ex calciatore inglese
- 1951 - Luigi Malabarba, sindacalista e politico italiano
- 1951 - Terry McDermott, ex calciatore e allenatore di calcio britannico
- 1952 - Paul Child, ex calciatore e allenatore di calcio inglese
- 1952 - Greg Collins, attore e giocatore di football americano statunitense
- 1952 - Tom Duff, informatico e programmatore canadese
- 1952 - Angie Johnson, ex cestista canadese
- 1952 - Ed Lawrence, cestista statunitense († 2015)
- 1952 - Bobby McKean, calciatore scozzese († 1978)
- 1952 - Dino Secco, politico italiano
- 1953 - Kim Basinger, attrice e ex modella statunitense
- 1953 - Norman Finkelstein, storico, politologo e attivista statunitense
- 1953 - Manuel Gómez Pereira, regista e sceneggiatore spagnolo
- 1953 - Jesús India, ex calciatore spagnolo
- 1953 - Sam Kinison, comico, cabarettista e attore statunitense († 1992)
- 1953 - Władysław Kozakiewicz, ex astista polacco
- 1953 - Keiko Nagaoka, politica giapponese
- 1954 - Jamal Al Sharif, ex arbitro di calcio siriano
- 1954 - Massimo Alessandri, fantino italiano
- 1954 - Louis de Bernières, scrittore britannico
- 1954 - Peter Kotte, ex calciatore tedesco orientale
- 1954 - Ernst Pedersen, dirigente sportivo e ex calciatore norvegese
- 1954 - Frits Pirard, ex ciclista su strada e pistard olandese
- 1954 - Mário José dos Reis Emiliano, allenatore di calcio e calciatore brasiliano († 2020)
- 1954 - Roberto Costa Cabral, ex calciatore brasiliano
- 1954 - Sumi Shimamoto, attrice e doppiatrice giapponese
- 1954 - Bisera Turković, politica e diplomatica bosniaca
- 1954 - Josef Walcher, sciatore alpino austriaco († 1984)
- 1955 - Claudio Bigagli, attore, drammaturgo e regista italiano
- 1955 - Pino Cacucci, scrittore, sceneggiatore e traduttore italiano
- 1955 - Steve Dils, ex giocatore di football americano statunitense
- 1955 - Nathan East, bassista statunitense
- 1955 - Rubén Israel, allenatore di calcio uruguaiano († 2021)
- 1955 - Ringo Lam, regista, produttore cinematografico e sceneggiatore hongkonghese († 2018)
- 1955 - Muriel Mandrillon, ex sciatrice alpina francese
- 1955 - Kevin McNulty, attore canadese
- 1955 - Martin Semmelrogge, attore e doppiatore tedesco
- 1955 - Kasim Sulton, cantante, bassista e polistrumentista statunitense
- 1955 - Frank Uhlig, ex calciatore tedesco orientale
- 1956 - Peter Aellig, ex sciatore alpino svizzero
- 1956 - Mauro Carbone, filosofo, saggista e traduttore italiano
- 1956 - Didier Christophe, allenatore di calcio e ex calciatore francese
- 1956 - Warren Cuccurullo, chitarrista statunitense
- 1956 - Franco Fabbro, medico e neurologo italiano
- 1956 - Lello Fiore, cantante italiano († 2015)
- 1956 - George Johnson, ex cestista statunitense
- 1956 - Andrius Kubilius, politico lituano
- 1956 - Keith Mackay, ex calciatore neozelandese
- 1956 - Serhij Nahornyj, ex canoista sovietico
- 1956 - Serhij Petrenko, ex canoista sovietico
- 1956 - Pierre Pincemaille, musicista e organista francese († 2018)
- 1956 - Imma Piro, attrice italiana
- 1957 - Hannelore Anke, ex nuotatrice tedesca
- 1957 - Oleksandr Berežnyj, calciatore sovietico († 2025)
- 1957 - Mersada Bećirspahić, ex cestista jugoslava
- 1957 - Piero Colaprico, giornalista, scrittore e storico italiano
- 1957 - Phil Collen, chitarrista e compositore britannico
- 1957 - José Luis González, ex mezzofondista spagnolo
- 1957 - Michail Michajlovič Kas'janov, politico russo
- 1957 - Johnny Rod, bassista statunitense
- 1957 - Slick, statunitense
- 1958 - Florian Hinterberger, dirigente sportivo, allenatore di calcio e ex calciatore tedesco
- 1958 - Yutaka Izubuchi, illustratore e regista giapponese
- 1958 - Thongchai McIntyre, cantante e attore thailandese
- 1958 - Mirosław Okoński, ex calciatore polacco
- 1958 - George Rogers, ex giocatore di football americano statunitense
- 1958 - Alberto Sabbatini, giornalista italiano
- 1959 - Barbara Buchholz, musicista tedesca († 2012)
- 1959 - Andrea De Gennaro, generale italiano
- 1959 - Mark Dickson, ex tennista statunitense
- 1959 - Gabriel Gómez, ex calciatore colombiano
- 1959 - E.J. Junior, ex giocatore di football americano statunitense
- 1959 - Fernando Fher Olvera, cantautore messicano
- 1959 - Dante Palladino, attore e sceneggiatore italiano
- 1959 - Luis Fernando Rodríguez Velásquez, arcivescovo cattolico colombiano
- 1959 - Giuseppe Rossetto, politico italiano
- 1959 - Paul Rutherford, cantante e ballerino britannico
- 1959 - Marco Stroppa, compositore italiano
- 1959 - Jim Yong Kim, medico e antropologo statunitense
- 1959 - Américo de Grazia, politico venezuelano
- 1960 - Aaron Allston, scrittore e autore di giochi statunitense († 2014)
- 1960 - Brunella Andreoli, attrice italiana
- 1960 - Sólveig Anspach, regista e sceneggiatrice islandese († 2015)
- 1960 - Niculae Bădălău, politico e agronomo rumeno
- 1960 - Anders Frandsen, cantante e conduttore televisivo danese († 2012)
- 1960 - Inger Helene Nybråten, ex fondista norvegese
- 1960 - Sylvie Parera, modella francese
- 1960 - Emanuele Piazza, poliziotto e agente segreto italiano († 1990)
- 1960 - David Riley, ex calciatore inglese
- 1960 - Helga Schmid, diplomatica tedesca
- 1961 - Bård Bjerkeland, ex calciatore norvegese
- 1961 - Joan Francés Blanc, scrittore e giornalista francese
- 1961 - Ann Coulter, scrittrice e opinionista statunitense
- 1961 - Mikey Robins, personaggio televisivo e scrittore australiano
- 1962 - Berry van Aerle, ex calciatore olandese
- 1962 - Marty Friedman, chitarrista e musicista statunitense
- 1962 - Dimitrios Koutsoukis, ex pesista greco
- 1962 - Erik Larsen, fumettista e editore statunitense
- 1962 - Bob Martin, attore, comico e librettista canadese
- 1962 - Carlo Panaro, fumettista italiano
- 1962 - Marino Parisotto, fotografo italiano († 2022)
- 1962 - Marco Prastaro, vescovo cattolico italiano
- 1962 - Dmitrij Vasil'ev, ex biatleta e sciatore di pattuglia militare sovietico
- 1963 - Kat Bjelland, cantante statunitense
- 1963 - Sandro Bottega, imprenditore, scrittore e dirigente d'azienda italiana
- 1963 - Roberto Caon, politico italiano
- 1963 - Greg Howe, chitarrista statunitense
- 1963 - Toshiaki Kawada, ex wrestler giapponese
- 1963 - Brian McClair, dirigente sportivo e ex calciatore scozzese
- 1963 - Wendell Pierce, attore statunitense
- 1963 - Éric Poulat, ex arbitro di calcio francese
- 1964 - Bruno Belotti, scacchista italiano
- 1964 - Laurent Croci, allenatore di calcio e ex calciatore francese
- 1964 - Steve DeVries, ex tennista statunitense
- 1964 - Teri Hatcher, attrice statunitense
- 1964 - Nikola Jerkan, ex calciatore croato
- 1964 - Athena Kottak, batterista statunitense
- 1964 - Chigusa Nagayo, wrestler giapponese
- 1964 - Oscar Ramírez, allenatore di calcio e ex calciatore costaricano
- 1964 - Mario Rebollo, ex calciatore uruguaiano
- 1964 - John Refoua, montatore statunitense († 2023)
- 1964 - Jeremias Schröder, abate e religioso tedesco
- 1964 - Valentina Stella, cantante italiana
- 1965 - Luca Cantagalli, allenatore di pallavolo e ex pallavolista italiano
- 1965 - Ned Dennehy, attore irlandese
- 1965 - Easy Mo Bee, produttore discografico statunitense
- 1965 - David Harewood, attore britannico
- 1965 - Sophien Kamoun, biologo e genetista tunisino
- 1965 - Carina Lau, attrice e cantante cinese
- 1965 - Raffaele Mancino, sollevatore italiano
- 1965 - Teresa Weatherspoon, allenatrice di pallacanestro, dirigente sportivo e ex cestista statunitense
- 1966 - Matt Adler, attore statunitense
- 1966 - Rim Banna, cantautrice, musicista e attivista palestinese († 2018)
- 1966 - David Benatar, filosofo e scrittore sudafricano
- 1966 - Elisabetta Bertotti, politica italiana
- 1966 - Bushwick Bill, rapper statunitense († 2019)
- 1966 - Les Ferdinand, dirigente sportivo, allenatore di calcio e ex calciatore inglese
- 1966 - Dover Kosashvili, regista e sceneggiatore georgiano
- 1966 - Matthew Laborteaux, attore e doppiatore statunitense
- 1966 - Libby Lane, vescova anglicana britannica
- 1966 - Tyler Mane, attore e ex wrestler canadese
- 1966 - Sinéad O'Connor, cantautrice irlandese († 2023)
- 1966 - Hope Powell, ex calciatrice e allenatrice di calcio inglese
- 1966 - Ralph Santolla, chitarrista statunitense († 2018)
- 1966 - Wiebren Veenstra, ex ciclista su strada olandese
- 1966 - Steve West, musicista statunitense
- 1967 - Maher al-Assad, ex ufficiale siriano
- 1967 - Níver Arboleda, calciatore colombiano († 2011)
- 1967 - Andrea Bormida, fumettista italiano
- 1967 - Jeff George, ex giocatore di football americano statunitense
- 1967 - Alvin Heggs, ex cestista statunitense
- 1967 - Skeeter Henry, ex cestista statunitense
- 1967 - Junkie XL, musicista, compositore e polistrumentista olandese
- 1967 - Raúl Labrador, politico statunitense
- 1967 - Samantha Lang, regista e sceneggiatrice australiana
- 1967 - Karl Meltzer, ultramaratoneta statunitense
- 1967 - Kotono Mitsuishi, doppiatrice giapponese
- 1967 - Svetlana Panjutina, biatleta russa († 2022)
- 1967 - Pekka Suorsa, ex saltatore con gli sci finlandese
- 1968 - Saffron Aldridge, modella e attivista britannica
- 1968 - Elena Centemero, politica e dirigente pubblica italiana
- 1968 - Michael Cole, personaggio televisivo statunitense
- 1968 - Elisabetta Franchi, stilista italiana
- 1968 - Marisela González, attrice colombiana
- 1968 - Dīmītrīs Iōannou, ex calciatore cipriota
- 1968 - Sedef Kabaş, giornalista turca
- 1968 - Philippe Katerine, cantante e attore francese
- 1968 - Jurij Maksymov, allenatore di calcio e ex calciatore ucraino
- 1968 - Mike Mussina, ex giocatore di baseball statunitense
- 1968 - Marcelo Ojeda, ex calciatore argentino
- 1968 - Park Ji-young, attrice sudcoreana
- 1968 - Roy Rana, allenatore di pallacanestro canadese
- 1968 - Doriano Romboni, pilota motociclistico italiano († 2013)
- 1968 - Brock Simpson, attore canadese
- 1968 - Jim Williams, ex rugbista a 15 e allenatore di rugby a 15 australiano
- 1969 - Lars Bohinen, allenatore di calcio, dirigente sportivo e ex calciatore norvegese
- 1969 - José Luis Bueno, ex pugile messicano
- 1969 - Bernd Hollerbach, allenatore di calcio e ex calciatore tedesco
- 1969 - Pier Fausto Recchia, dirigente d'azienda e dirigente pubblico italiano
- 1970 - Seamus Blake, sassofonista e compositore canadese
- 1970 - Chen Shu-chung, ex cestista taiwanese
- 1970 - Marcelo Gómez, allenatore di calcio e ex calciatore argentino
- 1970 - Marco Mattiacci, manager e dirigente sportivo italiano
- 1971 - Mihai Chirilov, critico cinematografico rumeno
- 1971 - Abdullah Ercan, allenatore di calcio e ex calciatore turco
- 1971 - Gita Gopinath, economista statunitense
- 1971 - Gerard Gregg, ex calciatore britannico
- 1971 - Dietmar Hirsch, allenatore di calcio e ex calciatore tedesco
- 1971 - Emix, disc-jockey e produttore discografico italiano
- 1971 - Ryu Shikun, goista sudcoreano
- 1971 - Markus Schleinzer, attore e regista austriaco
- 1972 - Mariela Magallanes, politica venezuelana
- 1972 - Rafael Novas, ex cestista dominicano
- 1972 - Anke Reschwamm-Schulze, ex fondista tedesca
- 1972 - Édson Ribeiro, ex velocista brasiliano
- 1972 - Frank Shamrock, artista marziale misto statunitense
- 1972 - Soopafly, rapper e produttore discografico statunitense
- 1972 - Chiara Tenerini, politica italiana
- 1973 - Pasquale Apa, ex calciatore italiano
- 1973 - Andrea Belanská, ex cestista slovacca
- 1973 - Doron Bell Jr., attore, musicista e cantante canadese
- 1973 - Alex Brunner, allenatore di calcio e ex calciatore italiano
- 1973 - José Costa, ex cestista portoghese
- 1973 - Daniele De Paoli, ex ciclista su strada italiano
- 1973 - Cosimo Di Lauro, mafioso italiano († 2022)
- 1973 - Carlos Echevarría, attore argentino
- 1973 - Chris Ensminger, ex cestista e allenatore di pallacanestro statunitense
- 1973 - Gorō Inagaki, cantante e attore giapponese
- 1973 - Adriano Marenco, drammaturgo e giornalista italiano
- 1973 - Guido Scorza, giurista italiano
- 1973 - Corey Taylor, cantante, musicista e imprenditore statunitense
- 1974 - Marco Abreu, ex calciatore angolano
- 1974 - Sara Algotsson Ostholt, cavallerizza svedese
- 1974 - Jacques Dahoté, ex calciatore francese
- 1974 - Björn Hlynur Haraldsson, attore islandese
- 1974 - Johan Larsson, musicista svedese
- 1974 - Irina Nikulčina, biatleta e fondista bulgara
- 1974 - Julian Rachlin, violinista e violista austriaco
- 1974 - Marjan Srbinovski, ex cestista e allenatore di pallacanestro macedone
- 1974 - Makoto Takimoto, ex judoka giapponese
- 1974 - Cristian Castro, cantante e attore messicano
- 1974 - Nick Zinner, chitarrista statunitense
- 1975 - Kevin Harvick, pilota automobilistico statunitense
- 1975 - Kōstas Maglos, ex cestista greco
- 1975 - Francis Makaya-Tschitenbo, ex calciatore congolese (Repubblica del Congo)
- 1975 - Ivana Sajko, scrittrice, drammaturga e regista teatrale croata
- 1975 - Ana Stanić, cantante e produttrice cinematografica serba
- 1975 - Adeline Wuillème, schermitrice francese
- 1976 - Mirko Busto, politico italiano
- 1976 - Laura Sintija Cerniauskaité, scrittrice lituana
- 1976 - Zōī Kōnstantopoulou, politica e avvocatessa greca
- 1976 - Dominic Monaghan, attore britannico
- 1976 - Nirupama Sanjeev, ex tennista e telecronista sportiva indiana
- 1976 - Natalie Stafford, ex cestista australiana
- 1976 - Francesca Zara, ex cestista e allenatrice di pallacanestro italiana
- 1977 - Elsa Benítez, supermodella messicana
- 1977 - Marco Berger, regista cinematografico argentino
- 1977 - Kurt Bernard, ex calciatore costaricano
- 1977 - Sébastien Chabal, ex rugbista a 15 francese
- 1977 - Alessandra Crozzolin, ex pallavolista italiana
- 1977 - Francesca Inaudi, attrice italiana
- 1977 - Stephen Jones, ex rugbista a 15 e allenatore di rugby a 15 britannico
- 1977 - Jeff Louder, dirigente sportivo e ex ciclista su strada statunitense
- 1977 - Elmer Montoya, ex calciatore honduregno
- 1977 - Ryan Newman, pilota automobilistico statunitense
- 1977 - Aleksandra Olsza, tennista polacca
- 1977 - Paige Sauer, ex cestista statunitense
- 1977 - Matthias Schoenaerts, attore belga
- 1977 - Agron Shehaj, imprenditore e politico albanese
- 1977 - Anita Weyermann, ex mezzofondista svizzera
- 1978 - Antonio Esfandiari, giocatore di poker iraniano
- 1978 - Margaret Anne Florence, attrice, cantante e modella statunitense
- 1978 - Ville Kantee, ex saltatore con gli sci finlandese
- 1978 - Saleh Abdulla, ex calciatore emiratino
- 1978 - John Oster, ex calciatore inglese
- 1978 - Frédéric Piquionne, ex calciatore francese
- 1978 - Anwar Siraj, ex calciatore etiope
- 1978 - Samat Smaqov, ex calciatore kazako
- 1978 - Ian Somerhalder, attore, modello e filantropo statunitense
- 1978 - Vernon Wells, giocatore di baseball statunitense
- 1978 - Angelina Wolvert, ex cestista statunitense
- 1979 - Aleksandar Bajevski, ex calciatore macedone
- 1979 - Katarzyna Baran, pentatleta polacca
- 1979 - Vladimír Bednár, ex calciatore slovacco
- 1979 - Carlos Alberto Fernandes, calciatore angolano
- 1979 - Alain Kashama, ex giocatore di football americano della Repubblica Democratica del Congo
- 1979 - Rich Melzer, ex cestista statunitense
- 1979 - Ingrid Michaelson, cantautrice statunitense
- 1979 - Bronze Nazareth, rapper statunitense
- 1979 - Christian Wilhelmsson, ex calciatore svedese
- 1979 - Kamini, rapper francese
- 1979 - Eddy Helmi Abdul Manan, ex calciatore malese
- 1980 - Mohammad Al-Shalhoub, allenatore di calcio e ex calciatore saudita
- 1980 - Rodrigo Capó Ortega, ex rugbista a 15 uruguaiano
- 1980 - Irena Karpa, scrittrice, giornalista e cantante ucraina
- 1980 - Raško Katić, cestista serbo
- 1980 - Francis Mourey, ciclista su strada e ciclocrossista francese
- 1980 - Salomon Olembé, ex calciatore camerunese
- 1980 - Artan Sakaj, ex calciatore albanese
- 1981 - Maravillas Abadía Jover, politica spagnola
- 1981 - Azra Akın, modella, attrice e personaggio televisivo turca
- 1981 - Clay Guida, artista marziale misto statunitense
- 1981 - Matthew Otten, allenatore di pallacanestro e ex cestista statunitense
- 1981 - Philip Rivers, ex giocatore di football americano statunitense
- 1981 - Ranidel de Ocampo, ex cestista e allenatore di pallacanestro filippino
- 1982 - Julen Aguinagalde, ex pallamanista e allenatore di pallamano spagnolo
- 1982 - Halil Altıntop, allenatore di calcio e ex calciatore turco
- 1982 - Ibrahima Bangoura, ex calciatore guineano
- 1982 - Rosa Chacha, maratoneta e mezzofondista ecuadoriana
- 1982 - Will Conroy, ex cestista e allenatore di pallacanestro statunitense
- 1982 - Christian Drejer, ex cestista danese
- 1982 - Marc Gautschi, ex hockeista su ghiaccio svizzero
- 1982 - David Guez, ex tennista francese
- 1982 - Hamit Altıntop, ex calciatore turco
- 1982 - Raquel Kops-Jones, ex tennista statunitense
- 1982 - Chrisette Michele, cantautrice statunitense
- 1982 - Nicki Minaj, rapper trinidadiana
- 1982 - Noelle Pikus-Pace, ex skeletonista statunitense
- 1982 - Jimmy Rave, wrestler statunitense († 2021)
- 1982 - Jon Robyns, attore teatrale e cantante inglese
- 1982 - Serena Ryder, cantante, artista e conduttrice radiofonica canadese
- 1982 - Jacqueline Siu, cavallerizza hongkonghese
- 1982 - DeeDee Trotter, velocista statunitense
- 1982 - Peter Vera, ex calciatore uruguaiano
- 1982 - Hannah Ware, attrice e modella britannica
- 1983 - Shingo Akamine, ex calciatore giapponese
- 1983 - Utkarsh Ambudkar, attore statunitense
- 1983 - Michael Fabbri, arbitro di calcio italiano
- 1983 - Neel Jani, pilota automobilistico svizzero
- 1983 - Oudéré Kankarafou, velocista francese
- 1983 - Vince Karter, attore pornografico francese
- 1983 - Fanīs Koumpouras, cestista greco
- 1983 - Clyde Leon, calciatore trinidadiano († 2021)
- 1983 - Florin Matei, giocatore di calcio a 5 romeno
- 1983 - Valéry Mezague, calciatore camerunese († 2014)
- 1983 - Yves Miéville, allenatore di calcio e ex calciatore svizzero
- 1983 - Marco Padalino, dirigente sportivo e ex calciatore svizzero
- 1983 - Pierre Roger, nuotatore francese
- 1983 - Gabriel Vargas, calciatore cileno
- 1984 - Dustin Brown, ex tennista giamaicano
- 1984 - Emma Green, ex altista svedese
- 1984 - Greg Halford, calciatore inglese
- 1984 - Badr Hari, kickboxer marocchino
- 1984 - Sam Hunt, cantante statunitense
- 1984 - Renee Perez, attrice pornografica statunitense
- 1984 - Carlos Pita, ex calciatore spagnolo
- 1984 - Roland Resch, pilota motociclistico austriaco
- 1985 - Xavier Carter, velocista statunitense
- 1985 - Josh Donaldson, giocatore di baseball statunitense
- 1985 - Meagan Duhamel, ex pattinatrice artistica su ghiaccio canadese
- 1985 - Dwight Howard, cestista statunitense
- 1985 - Ignatas Konovalovas, ex ciclista su strada e pistard lituano
- 1985 - Clementine Mukandanga, maratoneta e mezzofondista ruandese
- 1985 - Oleksij Pečerov, ex cestista ucraino
- 1985 - Andrei Prepeliță, allenatore di calcio e ex calciatore rumeno
- 1985 - Valentin Ursache, rugbista a 15 rumeno
- 1985 - Anna Ustinova, ex altista kazaka
- 1986 - Enzo Amore, wrestler e rapper statunitense
- 1986 - Valentina Artem'eva, ex nuotatrice russa
- 1986 - Lara Carroll, nuotatrice australiana
- 1986 - Gia DiMarco, attrice pornografica statunitense
- 1986 - Jo Firestone, attrice, comica e sceneggiatrice statunitense
- 1986 - Keaton Grant, ex cestista statunitense
- 1986 - Régis Gurtner, calciatore francese
- 1986 - Fabiana Gómez, giocatrice di beach volley uruguaiana
- 1986 - Aly Keita, calciatore svedese
- 1986 - Amir Khan, pugile inglese
- 1986 - Artëm Levin, kickboxer e thaiboxer russo
- 1986 - Juan Diego Monge, ex calciatore costaricano
- 1986 - Srisaket Sor Rungvisai, pugile thailandese
- 1986 - Jermaine Taylor, ex cestista statunitense
- 1986 - Kate Voegele, cantautrice, musicista e attrice statunitense
- 1986 - Sheran Yeini, ex calciatore israeliano
- 1987 - Craig Alcock, ex calciatore inglese
- 1987 - Gökhan Alkan, attore turco
- 1987 - Baek Ji-eun, ex cestista sudcoreana
- 1987 - Marcelo Cardozo, calciatore argentino
- 1987 - Elettra De Col, giocatrice di curling italiana
- 1987 - Mehmet Hetemaj, ex calciatore finlandese
- 1987 - Gregory Merson, giocatore di poker statunitense
- 1987 - Michaël Pereira, ex calciatore francese
- 1987 - Lauren Phillips, attrice pornografica statunitense
- 1987 - Susanne Riesch, ex sciatrice alpina tedesca
- 1987 - Sam Shields, giocatore di football americano statunitense
- 1987 - Thiago Miracema, ex calciatore brasiliano
- 1988 - Ahn Byung-keon, ex calciatore sudcoreano
- 1988 - Denis Birjukov, pallavolista russo
- 1988 - Ricardo Bustamante, schermidore argentino
- 1988 - Marcus Gilchrist, giocatore di football americano statunitense
- 1988 - Ladyva, pianista svizzera
- 1988 - Linnea Liljegärd, calciatrice svedese
- 1988 - Pietro Mannino, attore italiano
- 1988 - Alberto Marconato, rugbista a 15 italiano
- 1988 - Damien Marcq, calciatore francese
- 1988 - Ferdinand Tille, pallavolista tedesco
- 1988 - Jerry Vandam, calciatore francese
- 1988 - Simon van Velthooven, pistard neozelandese
- 1988 - Matthijs Verhanneman, pallavolista belga
- 1988 - Lisa-Marie Walz, ex sciatrice alpina tedesca
- 1988 - Veronika Zvařičová, ex biatleta ceca
- 1989 - Vladimir Castellón, calciatore boliviano
- 1989 - Antonio Cinelli, allenatore di calcio e ex calciatore italiano
- 1989 - Drew Doughty, hockeista su ghiaccio canadese
- 1989 - Alonso Edward, velocista panamense
- 1989 - Jen Ledger, batterista e cantante britannica
- 1989 - Lee Yoo-young, attrice sudcoreana
- 1989 - Andrew Nicholson, cestista canadese
- 1989 - Claudia Nicoleitzik, atleta paralimpica tedesca
- 1989 - Joe van Niekerk, ex rugbista a 15 e allenatore di rugby a 15 sudafricano
- 1989 - Jan Radojkovič, ex pallamanista sloveno
- 1989 - Leonardo Saldaña, calciatore colombiano
- 1989 - Behdad Salimi Kordasiabi, sollevatore iraniano
- 1989 - José Velásquez Colón, calciatore honduregno
- 1989 - Pieter Verhees, pallavolista belga
- 1989 - Zhang Yuan, calciatore cinese
- 1989 - Joana de Verona, attrice brasiliana
- 1990 - Giovanni Caccamo, cantautore italiano
- 1990 - Tessa Gobbo, canottiera statunitense
- 1990 - Shenise Johnson, ex cestista statunitense
- 1990 - Lorenzo Lollo, calciatore italiano
- 1990 - Vitālijs Maksimenko, ex calciatore lettone
- 1990 - Miguel Ángel Mayé, calciatore equatoguineano
- 1990 - Silas Namatak, calciatore vanuatuano
- 1990 - Atonye Nyingifa, cestista statunitense
- 1990 - Jakub Józef Orliński, controtenore polacco
- 1990 - Stanislav Semënov, judoka russo
- 1990 - Milorad Šutulović, ex cestista montenegrino
- 1990 - Dana Terrace, animatrice e regista statunitense
- 1991 - David Amerson, giocatore di football americano statunitense
- 1991 - Giovanni Caccialupi, giocatore di football americano italiano
- 1991 - Jonathan Dowling, ex giocatore di football americano statunitense
- 1991 - Marcus Kane, calciatore nordirlandese
- 1991 - Justin Snith, ex slittinista canadese
- 1991 - Melanie Tonello, attrice canadese
- 1991 - Bruno de Jesus Pacheco, calciatore brasiliano
- 1992 - Hadji Barry, calciatore guineano
- 1992 - Jurij Borisov, attore russo
- 1992 - Almog Buzaglo, calciatore israeliano
- 1992 - Edwin Cardona, calciatore colombiano
- 1992 - Siroch Chatthong, calciatore thailandese
- 1992 - Esther González, calciatrice spagnola
- 1992 - Aleksandăr Kolev, calciatore bulgaro
- 1992 - Moritz Leitner, ex calciatore tedesco
- 1992 - Vanda Lukács, tennista ungherese
- 1992 - Dennis Nawrocki, cestista tedesco
- 1992 - Jordan Nobbs, calciatrice britannica
- 1992 - Stanley Okoro, ex calciatore nigeriano
- 1992 - Stas Pokatılov, calciatore kazako
- 1992 - Connor Roberts, calciatore gallese
- 1992 - Mario Seidl, combinatista nordico austriaco
- 1992 - Katie Stevens, attrice e cantante statunitense
- 1992 - Benoît Valentin, ex sciatore freestyle francese
- 1992 - Amos Youga, calciatore francese
- 1993 - Guillermo Benítez, calciatore argentino
- 1993 - Juan Ignacio Duma, calciatore argentino
- 1993 - Matthew Holmes, ex ciclista su strada britannico
- 1993 - Juuso Hämäläinen, calciatore finlandese
- 1993 - Janari Jõesaar, cestista estone
- 1993 - Natal'ja Malych, pallavolista russa
- 1993 - Cara Mund, modella statunitense
- 1993 - Antti Mäkijärvi, ex calciatore finlandese
- 1993 - Jordan Obita, calciatore inglese
- 1993 - AnnaSophia Robb, attrice statunitense
- 1993 - ArDarius Stewart, giocatore di football americano statunitense
- 1993 - Shiva Thapa, pugile indiano
- 1993 - Thomas Wimbush, cestista statunitense
- 1993 - Jowita Wrzesień, lottatrice polacca
- 1994 - Ayman Ben Mohamed, calciatore tunisino
- 1994 - Marnon-Thomas Busch, calciatore tedesco
- 1994 - Michele Cavion, calciatore italiano
- 1994 - Jeison Chalá, calciatore ecuadoriano
- 1994 - Ana Covrig, ex ciclista su strada italiana
- 1994 - Cyriel Dessers, calciatore belga
- 1994 - Jeff Garrett, cestista statunitense
- 1994 - Dylan Kennett, ex pistard e ciclista su strada neozelandese
- 1994 - Conseslus Kipruto, siepista keniota
- 1994 - Maurício Barbosa Teixeira, calciatore brasiliano
- 1994 - Stefano Migliorati, mezzofondista italiano
- 1994 - Suvi Minkkinen, biatleta finlandese
- 1994 - Rob Muffels, nuotatore tedesco
- 1994 - Iván Ramírez, calciatore paraguaiano
- 1994 - Raheem Sterling, calciatore giamaicano
- 1994 - Łukasz Wolsztyński, calciatore polacco
- 1995 - Brayon Blake, cestista statunitense
- 1995 - Ángel Claudino, giocatore di calcio a 5 argentino
- 1995 - Racine Coly, calciatore senegalese
- 1995 - Thatcher Demko, hockeista su ghiaccio statunitense
- 1995 - Wissem Harzi, ginnasta tunisino
- 1995 - Jordon Ibe, calciatore inglese
- 1995 - Christian Savio, calciatore brasiliano
- 1995 - Abdellatif Mohamed, lottatore egiziano
- 1995 - Álex Rins, pilota motociclistico spagnolo
- 1995 - Raphael Sallinger, calciatore austriaco
- 1996 - Hafiq Azmi, pilota motociclistico malese
- 1996 - William Christmas, cestista statunitense
- 1996 - Maximilian Eggestein, calciatore tedesco
- 1996 - Oussama Hellal Berrouane, triatleta e nuotatore algerino
- 1996 - Vanessa Kasper, sciatrice alpina svizzera
- 1996 - Simone Marino, karateka italiano
- 1996 - Scott McTominay, calciatore inglese
- 1996 - Javohir Sidiqov, calciatore uzbeko
- 1996 - Chiara Teocchi, mountain biker e ciclocrossista italiana
- 1996 - Joe Williams, calciatore inglese
- 1997 - Hakeem Adeniji, giocatore di football americano statunitense
- 1997 - Darnell Edge, cestista statunitense
- 1997 - Leonardo Fioravanti, surfista italiano
- 1997 - Sam Hauser, cestista statunitense
- 1997 - Callum Hendry, calciatore scozzese
- 1997 - Daniel Koperberg, cestista israeliano
- 1997 - Jocelyn Kuilan, pallavolista portoricana
- 1997 - Jakub Kuzdra, calciatore polacco
- 1997 - Ilaria Käslin, ginnasta svizzera
- 1997 - Carlos Meléndez, calciatore honduregno
- 1997 - Cristopher Núñez, calciatore costaricano
- 1998 - Tray Boyd, cestista statunitense
- 1998 - Tanner Buchanan, attore statunitense
- 1998 - Flavia De Cassan, cestista italiana
- 1998 - Shayne Lavery, calciatore nordirlandese
- 1998 - Jaka Primožič, ciclista su strada sloveno
- 1998 - Owen Teague, attore statunitense
- 1998 - Matthew Wilson, nuotatore australiano
- 1999 - Rasheedat Ajibade, calciatrice nigeriana
- 1999 - Valentin Bayer, nuotatore austriaco
- 1999 - Joël Beya, calciatore congolese (Repubblica Democratica del Congo)
- 1999 - Renaldo Cephas, calciatore giamaicano
- 1999 - Gabriel Chachashvili, cestista israeliano
- 1999 - Cho Yi-hyun, attrice sudcoreana
- 1999 - Halil Dervişoğlu, calciatore olandese
- 1999 - Soge Culebra, rapper e cantautore spagnolo
- 1999 - Reece James, calciatore inglese
- 1999 - Burak Kapacak, calciatore turco
- 1999 - Roque Nido, pallavolista portoricano
- 1999 - Lassine Sinayoko, calciatore maliano
- 1999 - Joy Woods, attrice teatrale statunitense
- 2000 - Demario Douglas, giocatore di football americano statunitense
- 2000 - Yotam Hanochi, cestista israeliano
- 2000 - George Harmon, calciatore inglese
- 2000 - Daniel Harper, pilota automobilistico britannico
- 2000 - Sayaka Mikami, tuffatrice giapponese
- 2000 - Chiamaka Nnadozie, calciatrice nigeriana
- 2000 - Enzo Roldán, calciatore argentino

## XXI secolo(18)
- 2001 - Marouan Azarkan, calciatore olandese
- 2001 - Josh Christopher, cestista statunitense
- 2001 - Denilho Cleonise, calciatore olandese
- 2001 - Cody Drameh, calciatore inglese
- 2001 - Nicole Konderla, saltatrice con gli sci polacca
- 2002 - Igor Arrieta, ciclista su strada e ciclocrossista spagnolo
- 2002 - Julie De Wilde, ciclista su strada, ciclocrossista e pistard belga
- 2002 - Noah Shamoun, calciatore siriano
- 2002 - Ianis Stoica, calciatore rumeno
- 2003 - Amanda Jacobsen Andradóttir, calciatrice islandese
- 2003 - Nicole Eibl, sciatrice alpina austriaca
- 2004 - Badredine Bouanani, calciatore francese
- 2004 - Federico Dafonte, calciatore uruguaiano
- 2004 - Johnny Furphy, cestista australiano
- 2005 - Javokhir Sindarov, scacchista uzbeko
- 2006 - Romain Allemand, snowboarder francese
- 2006 - Kim Chae-yeon, pattinatrice artistica su ghiaccio sudcoreana
- 2007 - Maxloren Castro, calciatore peruviano

## Senza anno specificato(2)
- Rachael Ancheril, attrice canadese
- Natale Morzenti, pittore italiano († 1947)